# إسماعيل يوسف
إسماعيل يوسف عوض الله محمد (مواليد 28 يونيو 1964) لاعب منتخب مصر والزمالك السابق، يشغل حالياً المدير الفني لنادي زد. شارك مع منتخب مصر في كأس العالم 1990 في إيطاليا.

## المسيرة التدريبية
شغل منصب المدير الفني لنادي الجونة موسم 2007-2008، وشغل منصب المدير الفني لنادي المصرية للاتصالات موسم 2008-2009، وشغل منصب المدير الفني لنادي الأنتاج الحربي موسم 2012-2014، المدير الفني الحالي لنادي زد موسم 2021 حتى الآن

## وصلات خارجية
- إسماعيل يوسف على موقع الاتحاد الدولي (مؤرشف)  (الإنجليزية)
- إسماعيل يوسف على موقع قاعدة بيانات كرة القدم.إي يو (الإنجليزية)
- إسماعيل يوسف على موقع ناشيونال فوتبول تيمز (الإنجليزية)
- http://www.fifa.com/worldfootball/statisticsandrecords/players/player=44772/
- http://www.national-football-teams.com/v2/player.php?id=18374